# Nakskov Skibsværft

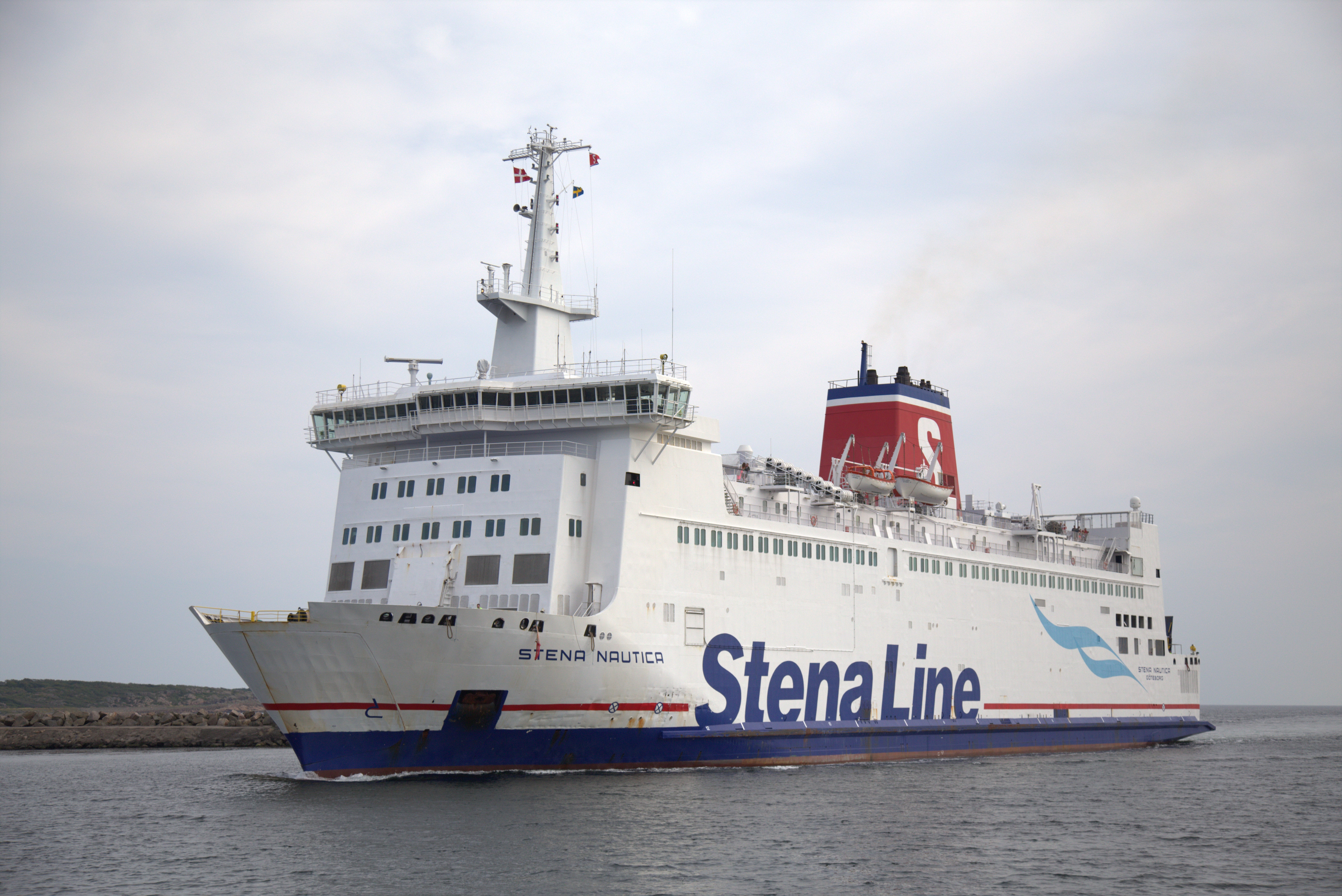
M/S Stena Nautica, byggd 1985–1986 som M/S Niels Kim för DSB

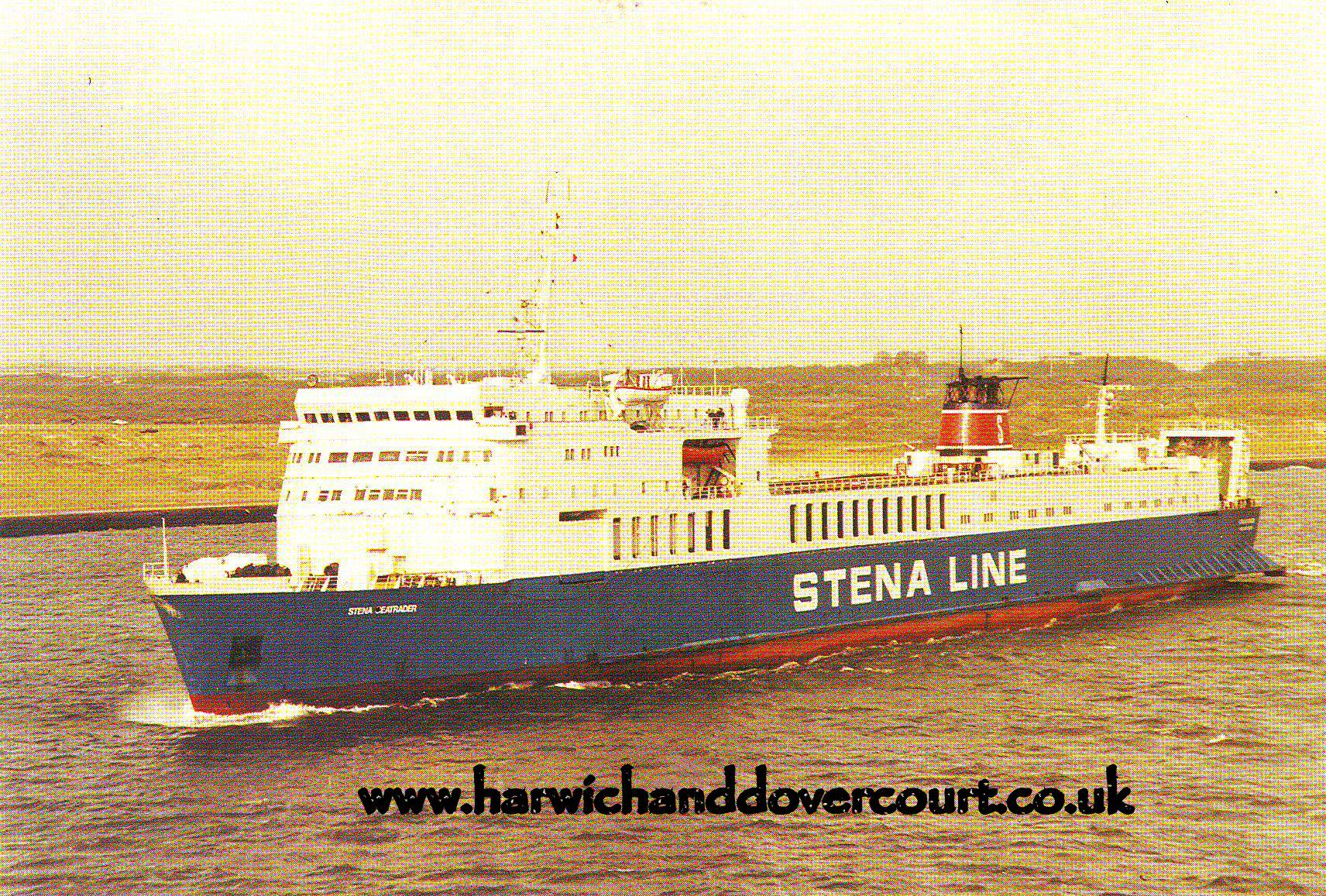
Stena Seatrader, byggd 1973

Nakskov Skibsværft var ett danskt skeppsvarv i Nakskov på Lolland, som grundades 1916 av Det Østasiatiske Kompagni och var i drift till 1987.
M/S Jutlandia byggdes som fraktfartyg på varvet 1934 och byggdes om där 1951 till sjukhusfartyg för tjänstgöring i Sydkorea under Koreakriget.
År 1927 byggde varvet två 105 meter höga stålmaster med tre ben till långvågsstationen Kalundborgs rundradiostation.
I perioden 1965–1987 byggde varvet många färjor till DSB, bland andra Peder Paars och Niels Klim.
Varvet var på 1960-talet och fram till början av 1970-talet Lollands och Falsters största arbetsplats. 
Nakskov Skibsværft lades ned 1987 och är idag till stor del rivet. Några byggnader används av Vestas för tillverkning av propellerblad till vindkraftverk.